# Acanthogethes reyi
Acanthogethes reyi é uma espécie de insetos coleópteros polífagos pertencente à família Nitidulidae.
A autoridade científica da espécie é Guillebeau, tendo sido descrita no ano de 1885.
Trata-se de uma espécie presente no território português.